# 폼페우 파브라

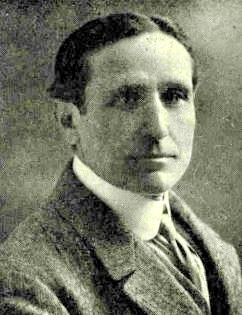

폼페우 파브라(Pompeu Fabra, 본명: Pompeu Fabra i Poch, 카탈로니아어 발음: [pumˈpɛw ˈfaβɾə]; Gràcia, Barcelona, 1868년 2월 20일 – Prada de Conflent, 1948년 12월 25일)는 스페인 출신의 카탈로니아인 엔지니어이자 문법학자였다. 현대 카탈루냐어의 규범적 개혁의 주요 저자였다.

## 생애
폼페우 파브라는 1868년 당시 아직 바르셀로나와 분리되어 있던 그라시아에서 태어났다. 그는 아버지(Josep Fabra i Roca)와 어머니(Carolina Poch i Martí) 사이에서 태어난 12명의 자녀 중 마지막이었다. 폼페우가 여섯 살이었을 때 가족은 바르셀로나로 이사했다.
상당히 어린 나이부터 파브라는 카탈로니아어 연구에 전념했다. 저널 겸 출판사인 티포그라피아 드 라방스(Tipografia de L'Avenç)를 통해 그는 1890~92년 사이에 카탈루냐어 철자법을 개혁하려는 캠페인에 참여했다. 그는 1904년에 작가이자 출판사인 하우메 마소 이 토렌츠(Jaume Massó i Torrents)와 저명한 변호사이자 작가인 호아킴 카사스 이 카르보(Joaquim Casas i Carbó)와 함께 카탈로니아어 철자법에 관한 논문(Tractat d'ortografia catalana)을 출판했다.
언어학에 대한 개인적 관심에도 불구하고 파브라는 바르셀로나에서 산업공학을 공부했으며 1902년 빌바오 공과대학에서 화학 교수직을 수락했다. 빌바오에 재직하는 동안 파브라는 1906년에 열린 제1차 카탈로니아어 국제회의에 적극적으로 참여했다. 이 행사는 그에게 카탈로니아어 언어학 분야에서 어느 정도 명성을 안겨주었다. 1911년에 그는 바르셀로나로 돌아와 카탈루냐어 교수(카탈로니아 지방 정부)가 되었고 새로 창설된 카탈로니아 대학(Institut d'Estudis Catalans)의 언어학과의 일원이 되었다. 1912년에 그는 카탈로니아어의 문법(Gramática de la lengua catalana, 스페인어)를 출판했다.
1932년에 그는 과학적 명성으로 인해 만장일치로 바르셀로나 자치대학교(프랑코주의 정권 중 1960년대에 창설된 바르셀로나 자치대학교와 구별)의 교수(카테드라틱)로 임명되었다. 이듬해 그는 대학 운영 위원회의 회장으로 임명되었으며, 그 결과 스페인 제2공화국 군대가 루이스 컴퍼니가 이끄는 카탈로니아 정부 봉기를 진압한 "10월 6일 사건" 이후 1934년 투옥되었다.
파브라는 1936년 2월 선거 이후 교수직에 복귀했으나 그해 7월 스페인 내전이 발발해 바르셀로나가 프랑코군에 의해 침공되자 조국을 떠나야 했다. 1939년에 그는 프랑스로 망명하여 많은 고난을 겪었다. 그는 파리와 몽펠리에에서 살았으며 1946년 문학 대회(Jocs Florals)를 주재했다. 결국 그는 프랑스 카탈로니아어권 지역의 프라다 드 콘플렌트(Prada de Conflent)로 이사하여 1948년 12월 25일에 사망했다. 카탈루냐어를 공용어로 하는 나라에서 이루어지도록 안도라에서 유언장을 작성했다.